# Domain Name System

Esempio della directory DNS per il sito en.wikipedia.org

Domain Name System (DNS, lett. "sistema dei nomi di dominio"), in informatica e telecomunicazioni, indica un sistema per assegnare nomi ai nodi della rete (in inglese host).
Indica anche il protocollo che regola il funzionamento del servizio, i programmi che lo implementano, i server su cui questi vengono elaborati, l'insieme di questi server che cooperano per fornire il servizio più intelligente.

## Storia
Il DNS fu ideato il 23 giugno 1983 da Paul Mockapetris, Jon Postel e Craig Partridge; le specifiche originali sono descritte nello standard RFC 882. Nel 1987 vennero pubblicati commenti allo standard RFC del DNS, con i nomi RFC 1034 e RFC 1035 rendendo obsolete le specifiche precedenti.

## Descrizione
I nomi DNS, o "nomi di dominio" o "indirizzi mnemonici", sono una delle caratteristiche più visibili di Internet. L'operazione di conversione da nome a indirizzo IP è detta "risoluzione DNS"; la conversione da indirizzo IP a nome è detta "risoluzione inversa". Questi nomi sono utilizzabili, mediante una traduzione, di solito chiamata "risoluzione", al posto degli indirizzi IP originali. Il servizio è realizzato tramite un database distribuito, costituito dai server DNS. Il DNS ha una struttura gerarchica ad albero rovesciato ed è diviso in domini (com, org, it, ecc.). Ad ogni dominio o nodo corrisponde un nameserver, che conserva un database con le informazioni di alcuni domini di cui è responsabile e si rivolge ai nodi successivi quando deve trovare informazioni che appartengono ad altri domini.
Ogni nome di dominio termina con un "." (punto). Ad esempio l'indirizzo wikipedia.org termina con il punto. La stringa che segue il punto finale è chiamata "dominio radice" (DNS root zone). I server responsabili del dominio radice sono i cosiddetti root nameservers. Essi possiedono l'elenco dei server autoritativi di tutti i domini di primo livello (TLD) riconosciuti e lo forniscono in risposta a ciascuna richiesta. I root nameserver sono 13 in tutto il mondo, di cui 10 negli Stati Uniti, due in Europa (Inghilterra e Svezia) e uno in Giappone.
In pratica, il DNS è un registro universale cioè un database distribuito, con una struttura gerarchica, che archivia i nomi mnemonici di dominio e la loro associazione ai relativi indirizzi IP specifici.

### Motivazioni ed utilizzi
- La possibilità di attribuire un nome testuale facile da memorizzare a un server (ad esempio un sito world wide web) migliora di molto l'uso del servizio, in quanto gli esseri umani trovano più facile ricordare nomi testuali (mentre gli host e i router sono raggiungibili utilizzando gli indirizzi IP numerici). Per questo, il DNS è fondamentale per l'ampia diffusione di internet anche tra utenti non tecnici, ed è una delle sue caratteristiche più visibili.
- È possibile attribuire più nomi allo stesso indirizzo IP (o viceversa) per rappresentare diversi servizi o funzioni forniti da uno stesso host (o più host che erogano lo stesso servizio). Questa "flessibilità" risulta utile in molti casi:
  - Nel caso in cui si debba sostituire il server che ospita un servizio, o si debba modificare il suo indirizzo IP, è sufficiente modificare il record DNS, senza dover intervenire sui client.
  - Utilizzando nomi diversi per riferirsi ai diversi servizi erogati da uno stesso host (registrati quindi con lo stesso indirizzo IP), è possibile spostare una parte dei servizi su un altro host (con diverso indirizzo IP, già predisposto a fornire i servizi in oggetto). Modificando quindi sul server DNS i record dei nomi associati ai servizi da spostare e registrando il nuovo IP al posto di quello vecchio, si otterrà lo spostamento automatico delle nuove richieste di tutti i client su questo nuovo host, senza interruzione dei servizi.
  - Un utilizzo molto popolare di questa possibilità è il cosiddetto virtual hosting, basato sui nomi, una tecnica per cui un web server dotato di una singola interfaccia di rete e di singolo indirizzo IP può ospitare più siti web, usando l'indirizzo alfanumerico trasmesso nell'header HTTP per identificare il sito per cui viene fatta la richiesta.
  - Facendo corrispondere a un nome più indirizzi IP, il carico dei client che richiedono quel nome viene distribuito sui diversi server associati agli IP registrati, ottenendo un aumento delle prestazioni complessive del servizio e una tolleranza ai guasti (ma è necessario assicurarsi che i diversi server siano sempre allineati, ovvero offrano esattamente lo stesso servizio ai client).
- La risoluzione inversa è utile per identificare l'identità di un host, o per leggere il risultato di un traceroute.
- Il DNS viene usato da numerose tecnologie in modo poco visibile agli utenti, per organizzare le informazioni necessarie al funzionamento del servizio.

### Nomi di dominio
Un nome di dominio è costituito da una serie di stringhe separate da punti, ad esempio it.wikipedia.org. e sono organizzati a livelli. A differenza degli indirizzi IP, dove la parte più importante del numero è la prima cifra partendo da sinistra, in un nome DNS la parte più importante è la prima partendo da destra.
La parte più a destra è detta dominio di primo livello (o TLD, Top Level Domain), e ce ne sono centinaia che possono essere scelti, per esempio .org o .it.
Un dominio di secondo livello, a differenza del dominio di primo livello che è formato da parole "fisse" e limitate, è formato da una parola scelta a piacimento. Questa parola deve il più possibile essere legata a quello che ci identifica e a quello che vogliamo comunicare. Il dominio di secondo livello è quindi formato da due parti, per esempio wikipedia.org, e così via.
Il dominio di terzo livello è il figlio del dominio di secondo livello, infatti, prendendo come esempio wikipedia.org, un dominio di terzo livello sarà: stuff.wikipedia.org. Ogni ulteriore elemento specifica quindi un'ulteriore suddivisione. Quando un dominio di secondo livello viene registrato all'assegnatario, questo è autorizzato a usare i nomi di dominio relativi ai successivi livelli, come some.other.stuff.wikipedia.org (dominio di quinto livello) e così via.

### Utilizzo dei nomi DNS
Un nome di dominio, come per esempio it.wikipedia.org, può essere parte di un URL, come http://it.wikipedia.org/wiki/Treno, o di un indirizzo e-mail, come per esempio apache@it.wikipedia.org. È anche possibile connettersi a un sito con il protocollo telnet oppure usare una connessione FTP usando il suo nome a dominio.

## Record DNS

### Tipi di record

Un esempio di risoluzione iterativa di un indirizzo IP da parte del DNS

Ad un nome DNS possono corrispondere diversi tipi di informazioni. Per questo motivo, esistono diversi tipi di record DNS. Ogni voce del database DNS deve essere caratterizzata da un tipo. I principali tipi sono:
- Record A - Indica la corrispondenza tra un nome ed uno (o più) indirizzi IPv4.
- MX record - (Mail eXchange) indica a quali server debba essere inviata la posta elettronica per un certo dominio.
- Record CNAME - (Canonical NAME, nome canonico) è usato per creare un alias, ovvero per fare in modo che lo stesso host sia noto con più nomi. Uno degli utilizzi di questo tipo di record consiste nell'attribuire a un host che offre più servizi un nome per ciascun servizio. In questo modo, i servizi possono poi essere spostati su altri host senza dover riconfigurare i client, ma modificando solo il DNS.
- Record PTR - Il DNS viene utilizzato anche per realizzare la risoluzione inversa, ovvero per far corrispondere a un indirizzo IP il corrispondente nome di dominio. Per questo si usano i record di tipo "PTR" (e una apposita zona dello spazio dei nomi in-addr.arpa).
- Record AAAA - È come il Record A ma lavora con l'IPv6 e restituisce un indirizzo IPv6.
- Record SRV - Identificano il server per un determinato servizio all'interno di un dominio. Possono essere considerati una generalizzazione dei record MX.
- Record TXT - Associano campi di testo arbitrari a un dominio. Questi campi possono contenere una descrizione informativa oppure essere utilizzati per realizzare servizi.

Vi sono anche tipi di record "di servizio", necessari al funzionamento del database distribuito:
- Record NS - Utilizzato per indicare quali siano i server DNS autorevoli per un certo dominio, ovvero per delegarne la gestione.
- Record SOA - (Start of Authority) usato per la gestione delle zone DNS.

Nel DNS possono essere immessi altri tipi di record, alcuni folcloristici, come "LOC", usato (poco) per riportare le coordinate geografiche di un sito, altri aggiungono funzioni di sicurezza per evitare manomissioni. Per avere riferimenti su tutti questi record vedi Tipi di record DNS.

### Record multipli
Ad uno stesso nome di dominio, possono essere associati contemporaneamente record di tipo diverso, o più record dello stesso tipo. Questo generalmente viene fatto per suddividere il carico di un server molto frequentato su più computer che offrono lo stesso servizio.

### Time to live

Sequenza di risoluzione del DNS

I record associati ad un nome di dominio possono cambiare nel tempo, permettendo ad esempio di assegnare un nuovo indirizzo IP a un server, facendo in modo che questo continui a rispondere al nome già noto agli utenti.
A ciascun record DNS è associato un parametro detto time to live o TTL (tempo di vita), che indica per quanto tempo questo record può venire memorizzato in un sistema di cache DNS prima che venga considerato scaduto. Quando un server risponde a una richiesta con un record preso dalla propria cache, assegna alla risposta il time to live residuo del record. Quindi se il record originariamente ha un TTL di 12 ore, e un server risponde ad una richiesta con un dato che ha ottenuto due ore prima, nella risposta metterà un TTL di 10 ore.

## Realizzazione
I DNS implementano uno spazio gerarchico dei nomi, per permettere che parti di uno spazio dei nomi, conosciute come "zone", possano essere delegate da un name server ad un altro name server che si trova più in basso nella gerarchia.
I nomi di dominio sono soggetti a determinate restrizioni: per esempio ogni parte del nome (quella cioè limitata dai punti nel nome) non può superare i 63 caratteri e il nome complessivo non può superare i 255 caratteri.
I nomi di dominio sono anche limitati a un sottoinsieme di caratteri ASCII; in questo modo si impedisce di scrivere nomi e parole con caratteri che non tutti hanno sulla propria tastiera. Per superare questa limitazione, il sistema di IDNA si basa sul modello Punycode, rileva stringhe Unicode in un insieme di caratteri DNS validi, venne approvato dall'ICANN e adottato da alcuni registri.

### Zone, deleghe e repliche

Diagramma del DNS

Una "zona" DNS è una parte dello spazio dei nomi, costituita da un dominio e i suoi sottodomini che non sono a loro volta delegati, che è sotto una stessa gestione amministrativa e quindi è gestita da uno o più server.
La gestione di una zona è "delegata" dalla zona superiore tramite dei record di tipo NS. Ad esempio, nella zona .org ci sarà una delega per la zona wikipedia.org ai server DNS che la gestiscono. Per ragioni di ridondanza, ciascuna zona è "replicata" su più server, e di conseguenza la delega è costituita da più record NS, che indicano che ciascuno dei server indicati contiene le informazioni per quella zona (ovvero è "autoritativo" per la zona). All'interno di una zona possono essere delegate delle zone di livello inferiore, ad esempio in wikipedia.org potrebbero esistere deleghe per devel.wikipedia.org o per accounting.admin.wikipedia.org.
Ogni dominio, quindi, possiede un server DNS autoritativo.
I diversi server che sono delegati per una zona dovrebbero contenere le stesse informazioni, in modo che uno qualsiasi di questi possa rispondere ad una query per un record della zona.
Lo schema di replica tipicamente prevede che ci sia un server master (primario), che è quello sul quale vengono aggiornate le informazioni, e uno o più server slave (secondari), che copiano le informazioni dal master quando necessario. Per tener traccia delle diverse "versioni" di una zona che possono esserci in circolazione, e in particolare per permettere a un secondario di decidere se deve trasferire la zona dal primario, ogni zona ha un numero di serie, che deve essere aumentato ogni volta che vengono fatte modifiche sul primario. Per ottenere il numero di serie di una zona presente su un server, si effettua una interrogazione di tipo SOA. Il secondario confronta il proprio numero di serie con quello del primario, e se quello del primario è superiore trasferisce la zona.
L'operazione di copia di tutti i record di una zona dal master a uno slave è detta zone transfer, e può essere completo (tutto il contenuto della zona viene copiato) o incrementale (vengono copiati solo i record modificati rispetto alla versione già presente).
Alcune implementazioni di DNS permettono di modificare le zone da qualsiasi server autorevole, propagando le modifiche sugli altri server.
La radice (root) dell'albero dei nomi DNS è la zona. (punto), che è gestita da un insieme di server chiamati appunto root servers.

### Iterazione e ricorsione
In generale, per ottenere la risoluzione di un nome è necessario partire dalla radice, interrogare uno dei root server nel dominio di primo livello, ottenere il server che lo gestisce, interrogarlo nel dominio di secondo livello, fino a raggiungere il server autorevole per il nome desiderato. Questa tecnica è detta "iterazione".
La ricorsione invece delega ai server stessi le varie interrogazioni: si fa una richiesta al root server, il quale la inoltra esso stesso al TLD server, il quale la inoltra al server autoritativo e così via fino a raggiungere il server desiderato. La risposta DNS procede in senso inverso fino a giungere al client che aveva fatto la richiesta.

### Caching
Alcuni server si prestano ad effettuare query ricorsive per conto di alcuni client. Una volta che hanno ottenuto una risposta, memorizzano in una cache tutte le informazioni che hanno imparato, fino alla loro scadenza. Alcune implementazioni del servizio DNS permettono di realizzare i cosiddetti servers caching only, ovvero privi di database proprio, ma utili per reindirizzare ad un server autorevole le query di risoluzione. Tale caratteristica è utile soprattutto quando la risoluzione deve essere effettuata attraverso collegamenti lenti (con velocità inferiore a 500 kbps) o firewall.

### Funzioni deiserver
Un server DNS può essere configurato per assolvere ad una o più delle seguenti funzioni:
- server autorevole per una o più zone, ovvero il server su cui sono configurati i dati di una zona, e che è delegato a gestirla tramite record NS inseriti nella zona superiore. Normalmente sono presenti più server autorevoli per una zona. Molte implementazioni permettono di modificare i dati di una zona solo su un server:
  - primario - server autorevole su cui vengono modificati i dati di una zona
  - secondario - server autorevole che copia i dati di zona da un primario
- server ricorsivo - il server che viene configurato in una popolazione di client, che si occupa di risolvere le query che riceve interrogando i server originali, e mantenendo una cache delle risposte ricevute
  - query forwarder - un server che viene configurato in una popolazione di client, che risolve le loro query non direttamente ma interrogando un server ricorsivo, e spesso mantenendo una cache delle risposte ricevute

### Origine dei dati
I dati contenuti in una zona possono essere configurati da uno o più operatori, oppure possono essere alimentati da meccanismi automatici:
- nelle implementazioni più semplici, i dati di zona sono memorizzati in uno o più file sul server primario
- implementazioni più raffinate immagazzinano i dati in un database. In alcuni casi, questo è accessibile non solo agli operatori del servizio ma anche direttamente ai clienti (è il caso dei servizi DNS commerciali)

#### DNS dinamico
Il termine DNS dinamico, o DDNS, indica un insieme di tecnologie che permettono di inserire automaticamente in una zona DNS gli indirizzi di calcolatori che ottengono un indirizzo non predefinito, tipicamente attraverso il protocollo DHCP o PPP. A questo scopo, sono definite query DNS di "UPDATE".
In una rete locale, questa funzionalità può essere utilizzata direttamente dai client, è presente nei servizi Active Directory di Windows, o può essere configurata usando BIND e il server DHCP di Internet Systems Consortium (ISC).
Il DDNS viene inoltre utilizzato da servizi commerciali per permettere agli utenti dial-up (modem, ADSL) di registrare un nome corrispondente all'indirizzo che viene loro assegnato di volta in volta dal loro provider. In questo modo, un host con indirizzo IP dinamico è sempre raggiungibile. Esistono client DDNS sia sotto forma di applicazioni che all'interno di router destinati al mercato domestico.

#### Blocco dei contenuti
Governi e ISP, tramite filtraggio DNS, possono bloccare l'accesso a specifici contenuti non conformi alle leggi locali e/o alla minore età del fruitore, il blocco dei contenuti tramite DNS può venire implementato anche da singoli utenti per finalità di parental control.
Sulla effettiva efficacia di tali blocchi vi sono pareri discordanti in quanto la semplice sostituzione del dns operatore con quello di fornitori terzi ovvero, la configurazione e l'utilizzo del protocollo dns over https, ormai presente su tutti i maggiori browser, gli smartphone con sistema operativo Android ed iOS ed il sistema operativo Windows 11 ovvero l'installazione di specifiche app rinvenibili sugli store, limitano l'efficacia di tali blocchi.

## Utilizzo
Per utilizzare il servizio, è necessario configurare su ciascun client uno o più server DNS di riferimento. Questi sono predisposti a effettuare query ricorsive e che effettuano servizi di caching.
Quando un sistema ha la necessità di comunicare con un altro sistema, chiede al server DNS di riferimento di effettuare il processo detto di "risoluzione" del nome in un indirizzo IP.
Il server effettua una ricerca all'interno del suo database per ottenere l'indirizzo IP corrispondente al sistema ricercato.
Se il server interrogato possiede l'informazione richiesta, il processo di ricerca termina con l'invio dell'indirizzo IP al richiedente. Se la ricerca ha esito negativo il server effettua una richiesta "ricorsiva".

## Implementazione
Il protocollo DNS è implementato da diversi software. Di seguito alcuni dei più diffusi:
- BIND (Berkeley Internet Name Domain), il nome del più comune demone DNS usato sui sistemi Unix.
- DJBDNS (Dan J Bernstein's DNS implementation)
- Unbound, un server DNS progettato modularmente e con un riguardo particolare verso DNSSEC.
- MaraDNS
- NSD (Name Server Daemon)
- PowerDNS
- DDNS (Dynamic Domain Name System) Il servizio DNS alla base dei servizi di directory Microsoft incluso nelle versioni server da Windows 2000 in poi.

Il DNS utilizza il protocollo di trasporto UDP e la porta 53 per soddisfare le richieste di risoluzione provenienti dagli host.
I server DNS effettuano gli zone transfer usando il protocollo di trasporto TCP e la porta 53. Questa porta viene usata anche quando una query ha una risposta molto lunga.
Il lato client del servizio DNS è normalmente implementato tramite librerie di sistema, che spesso lo integrano con altri servizi di risoluzione, come ad esempio WINS, NIS, o con la consultazione di file locali, in modo che un utente possa utilizzare un nome simbolico in un'applicazione ed ottenere la sua risoluzione in un indirizzo IP senza preoccuparsi di quale strumento è stato utilizzato per ottenere la risoluzione.

### Sistema DNS in Internet
Qualsiasi rete IP può usare il DNS per implementare un suo sistema di nomi privato. Tuttavia, il termine "nome di dominio" è più comunemente utilizzato quando esso si riferisce al sistema pubblico dei DNS su Internet. Questo è basato su 13 root server universali, i cui indirizzi IP sono distribuiti indipendentemente dal DNS tramite un file detto root hint (letteralmente: indizi per la radice). Da questi server principali, il DNS viene poi delegato ad altri server DNS che si occupano dei nomi all'interno di parti specifiche dello spazio dei nomi DNS.
Dieci dei tredici root server sono, almeno nominalmente, situati negli USA. Tuttavia, dato che l'accesso a molti di essi è realizzato tramite indirizzamento anycast, che permette di assegnare a più computer lo stesso indirizzo IP per fornire un servizio uniforme su vaste aree geografiche, la maggior parte dei server sono in effetti localizzati al di fuori degli Stati Uniti.
Il proprietario di un nome di dominio è rintracciabile in un database chiamato Whois: per molti domini di primo livello un Whois base è gestito dalla IANA, con il Whois dettagliato mantenuto dall'autorità di registrazione che controlla quel dominio. Per i più di 240 domini nazionali l'autorità di registrazione gestisce in esclusiva il Whois per il dominio di competenza.
Un sito o applicazione web possono essere ospitati presso un provider (hosting provider) o anche essere archiviati presso la sede del proprietario o gestore, mentre il relativo dominio potrebbe essere stato acquistato da un altro provider comunemente detto registrar (che possiede quindi un'infrastruttura DNS). Il registrar permette, attraverso pannello di amministrazione, di configurare l'IP primario cui è associato il nome a dominio nonché creare dei sotto-domini.

### DNS e navigazione
Quando si utilizza Internet attraverso la connessione offerta da un provider telefonico di tipo ISP, il dispositivo impiega il DNS predefinito del fornitore (IP pubblico o IP esterno). In situazioni di tipo aziendale, invece, il DNS per la navigazione web o altri impieghi di Internet potrebbe essere quello impostato centralmente dall'amministratore di rete, servizio spesso a pagamento.
Volendo è sempre possibile usare DNS alternativi, pure gratuiti come, ad esempio il DNS pubblico di Google oppure quello di OpenDNS, sia agendo nelle impostazioni di sicurezza del browser (per la sola navigazione web, quindi un DNS pubblico usato dal router come gateway) sia nelle proprietà della scheda di rete del dispositivo o del router stesso (DNS privato del dispositivo nella rete locale).
Non bisogna confondere l'indirizzo IP che il dispositivo sta usando per navigare in internet con gli eventuali indirizzi IP delle reti (ad esempio LAN, WLAN, VLAN, etc) a cui è connesso.

## Politica

### Allocazione delle zone di primo livello
L'attuale modalità di controllo del sistema DNS offre spesso alcune criticità. Alcuni root server appartengono a società private (esempio Verisign), anche se la maggior parte sono controllati da università o altri enti (ad esempio la NASA). Non è possibile aggiungere altri root server, o almeno, non in maniera fisica: a causa di un problema di compatibilità con il protocollo UDP devono essere visibili solo 13 zone di root server, ma ogni zona può avere più server.

## Utilizzi impropri
Nel 2009, Paul Vixie, presidente dell'Internet Systems Consortium, ha pubblicato sul sito della Association for Computing Machinery un articolo riguardante pratiche che derivano da interpretazioni sbagliate del concetto di DNS o lo violano deliberatamente.

### Manipolazione delle risposte
Quando un client inoltra una query DNS ad un server ricorsivo, si aspetta di ottenere la risposta "corretta", ovvero il valore del record DNS richiesto oppure un messaggio di errore se il nome richiesto non esiste. Questo messaggio è noto come "NXDOMAIN" o anche come "RCODE=3".
Tuttavia, alcuni gestori di server ricorsivi manipolano le risposte fornite ai propri clienti, eliminandone alcune selettivamente, oppure restituendo un indirizzo IP diverso da quello corretto.
Questa tecnica può essere usata con diversi scopi:
- protezione da abusi: il server DNS può filtrare le query relative a siti pericolosi per gli utenti, ad esempio a causa della distribuzione di malware, o perché usati per operazioni di phishing;
- censura: vengono filtrate le query relative a siti che si vogliono rendere inaccessibili per decisione politica (del gestore della rete o di una autorità pubblica). In caso la visita o il tentativo di visita a siti "proibiti" venga qualificata come indizio di reato, la redirezione del traffico su un server diverso da quello richiesto dall'utente può permettere la raccolta degli indirizzi IP dei client, o anche in alcuni casi[senza fonte] il furto di credenziali;
- man-in-the-middle: le query vengono modificate in modo da reindirizzare tutto o parte del traffico verso un server che agisce da proxy trasparente, intercettando il traffico degli utenti. Questo permette il monitoraggio del traffico degli utenti, e quindi, eventualmente, anche il furto di informazioni sensibili e/o credenziali;
- redirezione degli errori: alle query per nomi inesistenti viene risposto con l'indirizzo IP di un server, che tipicamente ospita un motore di ricerca e tenta di aiutare gli utenti a trovare il sito cercato.[10]

Queste tecniche possono essere adottate anche dai gestori di rete, redirigendo le query DNS dirette verso l'esterno su propri server mediante meccanismi di destination NAT (Network address translation).
Il DNS non è stato progettato per questi utilizzi, pertanto le implicazioni sulla sicurezza degli utenti possono essere negative, in quanto le informazioni personali condivise tra un utente e il sito che sta visitando vengono scambiate anche con siti di terzi, non autorizzati.